# رومن کاردی
رومن کاردی (فرانسوی: Romain Cardis‎؛ زادهٔ ۱۲ اوت ۱۹۹۲) دوچرخه‌سوار اهل فرانسه است.
از باشگاه‌هایی که در آن رکاب زده‌است می‌توان به تیم دوچرخه‌سواری دیرکت انرژی اشاره کرد.